# 新竹交流道
新竹交流道是臺灣國道一號在新竹市境內唯一的交流道，指標為95k，與國道三號之茄苳交流道、香山交流道同為新竹市的重要聯外交流道。現設置四匝道，南下北上皆有二次出口，分別銜接公道五路、光復路、新安路及園區二路。
|          | 95A 新竹     |              | 竹東 新竹 |
| 95B 新竹 | 新竹科學園區 | 新竹科學園區 |           |

## 簡述

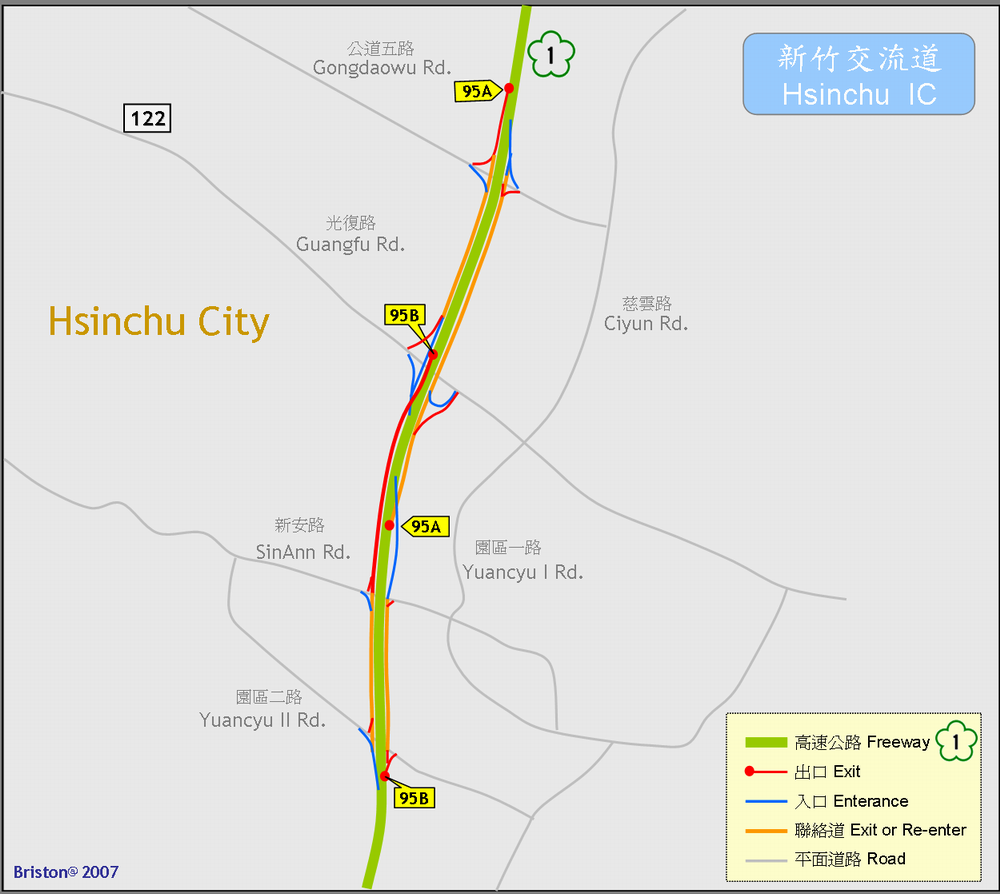
新竹交流道示意圖

出口標示「95A」者，可連接公道五路、光復路，在公道五路與光復路間有集散道串聯；出口標示「95B」者，可連接新安路及園區二路，在新安路與園區二路之間也有集散道。
此外，為避免國道成為地區道路的便道，兩出入口並不相通，例如北上從95B入口進入國道後，無法立即從95A出口轉接光復路。南下從95A入口進入國道後，也無法由95B出口轉接新安路。
交流道出口鄰近新竹科學園區、國立清華大學及國立陽明交通大學光復校區。向西可進入新竹市區，向東可接竹東鎮及臺3線。

## 如風的行版
新竹市政府於2018年2月舉行新竹交流道之公道五路及光復路兩處匝道口新公共藝術裝置動工典禮，以敲磚儀式象徵工程啟動，預計2018年6月底就會完工，完工後，將成為竹市城市新入口意象。此裝置藝術的設計邀請深耕創作40年、推出多項代表作的藝術家賴純純以新竹市兒童城市、風城、科技城等特性發想，並以「如風的行板」為理念，打造「智慧光點」與「山水律動」，期許改變城市入口意象，展現新風貌。

### 智慧光點
公道五路匝道口的「智慧光點」是高12公尺的大型雕塑，由黃、綠、黑3色構成，分別代表活力創意、永續環保和沉穩的城市特性，簡潔而抽象的立體造型如同金頭腦，隱含城市的科技性、未來性，也象徵科技產業與人文創意的完美結合，總經費2500萬元。

### 山水律動
光復路匝道口的「山水律動」以圓柱排列成長約18公尺的穿透立面，配合人工草階由下往上設置照明，高低錯落的光影，猶如山稜高低起伏的造型，象徵新竹的人文氣質及城市理性的次序之美。

## 周邊景點與設施
- 新竹科學園區
- 國立陽明交通大學光復校區
- 國立清華大學
- 千甲車站

## 外部連結
- 國道一號新竹交流道示意圖 （页面存档备份，存于）（交通部高速公路局）